# Прюц, Даниэль
Даниэ́ль Прюц (швед. Daniel Prytz; род. 30 сентября 1975, Энслёв, Халланд) — шведский кёрлингист.
Чемпион Швеции среди смешанных команд (1997). В составе мужской сборной Швеции участвовал в чемпионате мира 2005.
Играет в основном на позиции второго.

## Достижения
- Чемпионат Швеции по кёрлингу среди смешанных команд: золото (1997).

## Команды
| Сезон                                          | Четвёртый       | Третий             | Второй          | Первый           | Запасной                                  | Турниры           |
| ---------------------------------------------- | --------------- | ------------------ | --------------- | ---------------- | ----------------------------------------- | ----------------- |
| 2003—04                                        | Emil Marklund   | Андреас Прюц       | Даниэль Прюц    | Emil Nordqvist   |                                           |                   |
| 2004—05                                        | Эрик Карлсен    | Андреас Прюц       | Даниэль Прюц    | Патрик Хоканссон | Матиас Карлссон тренер: Фредрик Хальстрём | ЧМ 2005 (9 место) |
| 2005—06                                        | Эрик Карлсен    | Андреас Прюц       | Даниэль Прюц    | Патрик Хоканссон |                                           |                   |
| Кёрлинг среди смешанных команд (mixed curling) |                 |                    |                 |                  |                                           |                   |
| 1996—97                                        | Йоаким Карлссон | Christina Carlsson | Матиас Карлссон | Marja Bergström  | Даниэль Прюц                              | ЧШСК 1997         |

(скипы выделены полужирным шрифтом)